# سفارة فنلندا في الدنمارك
سفارة فنلندا في الدنمارك هي أرفع تمثيل دبلوماسي لدولة فنلندا لدى الدنمارك. تقع السفارة في وهي تهدف لتعزيز المصالح الفنلندية في الدنمارك.

## وصلات خارجية
- قائمة سفارات فنلندا
- قائمة السفارات في الدنمارك